# Jan Heijkoop
Jan Heijkoop (Oud-Alblas, 18 april 1953) is een Nederlands politicus en bestuurder. Hij is lid van het CDA. 

## Leven en werk
Van 1982 tot 2001 was Heijkoop lid van Provinciale Staten van Zuid-Holland waarvan enkele jaren als CDA-fractievoorzitter. Daarnaast was hij vanaf 1995 lid van het college van Gedeputeerde Staten van Zuid-Holland. In oktober 1999 stapte hij als gedeputeerde tegelijk met de Zuid-Hollandse commissaris van de Koningin Joan Leemhuis-Stout op vanwege de Ceteco-affaire. Van 2000 tot 2002 was Heijkoop waarnemend burgemeester van de gemeente Cromstrijen. Naast zijn bestuurlijke activiteiten is hij ook directeur geweest van een zuivelbedrijf. Van 2002 tot 2007 was hij voorzitter van WLTO en LTO Noord.
In september 2007 werd hij benoemd tot waarnemend burgemeester van de gemeente Oostflakkee. Per 1 februari 2012 werd Heijkoop benoemd tot burgemeester van Hendrik-Ido-Ambacht. Per 1 september 2014 volgde hij Bert Blase als waarnemend burgemeester van Alblasserdam op. Dit waarnemerschap duurde tot 1 juli 2015. Op die datum werd Jaap Paans geïnstalleerd als nieuwe burgemeester van Alblasserdam. Naast de waarneming in Alblasserdam, bleef Heijkoop burgemeester van Hendrik-Ido-Ambacht. Op 1 februari 2018 is Heijkoop op voordracht van gemeenteraad van Hendrik-Ido-Ambacht herbenoemd voor een tweede termijn.
Op 5 juli 2022 werd bekendgemaakt dat hij per 1 december van dat jaar stopt hij als burgemeester van Hendrik-Ido-Ambacht. Met ingang van 1 december 2022 werd hij benoemd tot waarnemend burgemeester van Hendrik-Ido-Ambacht. Hij blijft dat waarschijnlijk tot eind 2023. Met ingang van 31 januari 2023 werd Heijkoop voor de duur van twee maanden opnieuw benoemd tot waarnemend burgemeester van Alblasserdam naar aanleiding van het vertrek van Jaap Paans, naast het waarnemend burgemeesterschap van Hendrik-Ido-Ambacht. Op 30 maart dat jaar werd Jan Willem Boersma burgemeester van Alblasserdam. Op 23 november van dat jaar werd Patrick van der Giessen burgemeester van Hendrik-Ido-Ambacht.
Op 24 november 2023 werd Heijkoop tijdens een algemene ledenvergadering verkozen tot voorzitter van VV De Alblas.

## Familie
Jan Heijkoop is getrouwd en heeft 4 kinderen. Heijkoops broer Dirk is burgemeester van Hardinxveld-Giessendam en Heijkoops zoon Peter is burgemeester van Leiden.